# Ernst Behrends
Ernst Behrends (* 19. Mai 1891 in Gudow; † 9. Juli 1982 in Lübeck) war ein norddeutscher Lyriker und Erzähler.

## Leben
Ernst Behrends wurde am 19. Mai 1891 als ältester Sohn des Lehrers und Organisten Karl Behrends in dem lauenburgischen Dorf Gudow geboren. Nach dem Besuch der Volksschule studierte Behrends von 1905 bis 1908 am Präparandeum in Bad Oldesloe und anschließend am Lehrerseminar in Ratzeburg. Nach seinem Abschluss konnte er im April 1911 seine erste Stelle an der Mittelschule Mölln antreten. Zwei Jahre später ging er als Einjährig-Freiwilliger zum Militär und wurde kurz nach Beginn des Ersten Weltkrieges durch einen Kopfschuss schwer verwundet. Die Nachwirkungen der Verwundung begleiteten ihn durch sein ganzes späteres Leben. Nach seiner Entlassung aus dem Militär kehrte er im November 1915 wieder auf seine Stelle als Mittelschullehrer in Mölln zurück, wo er bis zu einer (frühzeitigen) Pensionierung im Jahr 1939 blieb.
Bereits kurz nach Ende des Ersten Weltkrieges begann Behrends schriftstellerisch tätig zu werden. 1921 veröffentlichte er mit Erich Pflügers Weg zur Welt seinen ersten Roman. 1923 folgte der Gedichtband Ewige Frühe. Zwischen 1925 und 1929 verfasste er für die Stadt Mölln die aufwendig kalligraphisch gestaltete Chronik der Gefallenen der Stadt Mölln. Zugleich vertrat er zunehmend völkische Positionen und näherte sich dem Nationalsozialismus an. 1923 wurde er Mitglied des Bundes völkischer Lehrer, 1924 des Völkisch-sozialen Blocks und zum 6. Juli 1925 trat er schließlich der NSDAP bei (Mitgliedsnummer 9.466). Behrends selbst gab an, stolz darauf zu sein, der erste nationalsozialistische Lehrer Schleswig-Holsteins gewesen zu sein.
Zwischen 1929 und 1933 kam Behrends in Kontakt mit den vor dem Stalinismus geflohenen russlanddeutschen Flüchtlingen, von denen etwa 6000 bis zu ihrer Auswanderung nach Amerika in diesen Jahren in einem Flüchtlingslager in Mölln untergebracht waren. Von den etwa 6000 Geflüchteten waren etwa 4000 russlanddeutsche Mennoniten. Die Begegnung mit den Geflüchteten hinterließ einen starken Eindruck auf Behrends und floss später in mehrere literarische Werke über die Täuferbewegung und Mennoniten ein.
Im Jahr 1936 wurde Behrends Mitglied des nationalsozialistisch ausgerichteten Eutiner Dichterkreises. Als jedoch im November des gleichen Jahres der Völkische Beobachter eine vernichtende Kritik seines neuen Romans Der Rohrsänger druckte und auch die NS-Prüfungsstelle den Roman verwarf, zeigten sich bei Behrends, der sich bis dato als überzeugter Nationalsozialist verstanden hatte, erste Zweifel am NS-Staat. Nicht zuletzt die 1942 gefallene Entscheidung der NS-Regierung, literarische Werke in Mundart zu verbieten, führten bei Behrends zu offenem Widerspruch. Auch wurde sein Roman Unweit Odessa stand ein Stern 1944 nicht gedruckt.
Nach dem Ende des Zweiten Weltkrieges und dem Zusammenbruch der NS-Diktatur konnte er sich so als Kritiker des NS-Staates darstellen. Obgleich von der NS-Kulturpolitik abgelehnt, blieb er bis Kriegsende Mitglied der NSDAP. Selbst erklärte er, er habe bereits früh „eine Kluft zwischen Partei und Bewegung“ empfunden. Nach dem Krieg nahm er seine Arbeit als Schriftsteller wieder auf. Ab dem Jahr 1966 arbeitete er an seinem Hauptwerk Das Volk der Wanderschaft, in dem er in sechs Bänden die Geschichte der Russlanddeutschen und insbesondere der russlanddeutschen Mennoniten literarisch verarbeitete. Erwähnung finden können auch die 1968 herausgegebenen Erzählungen „Till tollt immer noch“ („Eulenspiegeleien“ in seiner Heimatstadt) und der 1971 herausgegebene, dem Robin-Hood-Motiv folgende Roman Hans Eidig – Wildschütz und Volksheld.
1981 erhielt Behrends den Kulturpreis der Stiftung Herzogtum Lauenburg. Ein halbes Jahr später starb Behrends in der Hansestadt Lübeck. Er wurde auf dem Alten Möllner Friedhof beigesetzt.
Seine Arbeiten inklusive der meisten Manuskripte werden in der Schleswig-Holsteinischen Landesbibliothek in Kiel, vieles – hauptsächlich zum Thema „Mennoniten“ – auch bei Mennonite Library and Archives am Bethel College in North Newton, Kansas, aufbewahrt.

## Werke (Auswahl)
- Der Rohrsänger. 1936
- Heimat ohne Ufer. (Gedichte) 1942
- Das Volk der Wanderschaft. 1966–1977
  - Band 1: Der Ketzerbischof – Leben und Ringen des Reformators Menno Simons. 1966
  - Band 2: Die Rose von Wüstenfelde – Ein Frauenschicksal im Dreißigjährigen Krieg. 1973
  - Band 3: Der rote Tulipan. 1977
  - Band 4: Stromaufwärts. 1970
  - Band 5: Der Steppenhengst. 1969
  - Band 6: Wir trotzen dem Irrlicht – Rußlanddeutsche im Mutterland 1929–1961. 1975
- Till tollt immer noch – Heitere Erzählungen. 1968
- Hans Eidig – Heidewildschütz und Volksheld. 1971
- Mein brauner Protest (Gedichten aus vielen Jahren). 1976
- Der Weg war voller Wunder. (Gedichte) 1978